# Brachypogon wirthi
Brachypogon wirthi är en tvåvingeart som beskrevs av Ryszard Szadziewski 1991. Brachypogon wirthi ingår i släktet Brachypogon och familjen svidknott. Inga underarter finns listade i Catalogue of Life.